# Inefficacité X
L’inefficacité X est l'écart entre le comportement efficace, efficient et maximisateur qu'une entreprise devrait avoir et son comportement réel. Cette inefficacité est due à un manque de pression compétitive : cette absence ne pousse pas les entreprises à l'innovation. Ce concept fut introduit par Harvey Leibenstein en 1966 dans l'American Economic Review,,.

## Concept
Dans la théorie économique standard, les entreprises cherchent à maximiser leurs profits et à être le plus efficientes possibles dans la gestion de leurs ressources. Cela est dû à ce qu'elles sont en concurrence avec d'autres entreprises sur un même marché. Toutefois, en l'absence de concurrence, les entreprises ne sont pas incitées à minimiser leurs coûts de production, entraînant une baisse des profits par rapport aux profits théoriques en situation de concurrence. La différence entre ces deux profits est l'inefficacité X.
En 1978, Leibenstein dégage dans un nouvel article certains facteurs selon lesquels les organisations publiques seraient plus enclines à une Inefficience-X. Les entreprises publiques étant souvent en situation de monopole, la recherche de la rentabilité y serait plus faible. Une théorie qui justifierait certaines privatisations d'organismes publics. 

## Sources

## Compléments